# Фотопическая эффективность
Фотопическая эффективность — способность источника света обеспечивать оптимальные условия для зрительного восприятия в условиях искусственного освещения. Таким образом, фотопически эффективный источник света позволяет человеку даже в сумеречное время чётко воспринимать цветовую гамму, очертания окружающих предметов, их расположение в пространстве.
Термин фотопическая эффективность являются более медицинскими терминами, чем светотехническими. Данный параметр не нормируется Международной комиссией по освещению. Исходя из данной теории, на границе сумеречного зрения работает палочковый и колбочковый аппарат восприятия зрения. В настоящее время нормируется только колбочковый аппарат или дневное — цветное зрение. Данная теория может быть верной только на границе сумеречного зрения.
| Лампа                                     | Световая отдача, лм/Вт | Калибровочные коэффициенты | Фотопическая эффективность （Флм/Вт) |
| ----------------------------------------- | ---------------------- | -------------------------- | ------------------------------------ |
| Натриевые лампы низкого давления          | 165                    | 0.38                       | 63                                   |
| 5,000-K T5 K Люминесцентная лампа         | 104                    | 1.83                       | 190                                  |
| 4,100-K T8 Люминесцентная лампа           | 90                     | 1.62                       | 145                                  |
| Металлогалогенная лампа                   | 85                     | 1.49                       | 126                                  |
| 5000-K LVD Индукционная лампа             | 80                     | 1.62                       | 129                                  |
| 50-watt Натриевые лампы высокого давления | 65                     | 0.76                       | 49                                   |
| Ртутная лампа высокого давления ДРЛ       | 40                     | 0.86                       | 34                                   |
| Стандартные лампы накаливания             | 15                     | 1.26                       | 19                                   |
| Галогенные лампы накаливания              | 22                     | 1.32                       | 29                                   |

Данную проблему изучили в Научно-исследовательском центре освещения Политехнического Института Ренсселаера, Нью-Йорк, США. Было изучено влияние индукционного освещения автострад в тёмное время суток. В ходе данного эксперимента выяснено, что натриевые лампы, используемые для уличного освещения, рекомендуется заменить на эффективные источники белого света: индукционные, металлогалогенные или светодиодные.